# Valla, Svanshals socken
Valla är en herrgård i Ödeshögs kommun (Svanshals socken), Östergötlands län och var från 1600-talet ett säteri.

## Historik
Valla var ett berustat säteri i Svanshals socken, Lysings härad. När gården var frälsesäteri tillhörde den Johan Gripensköld och vid reduktionen fick han och hans fru behålla gården på livstid. Från 1700-talet fram till åtminstone 1853 ägdes gården av samma ägare som ägde Valla i Röks socken. Säteriet köptes till skatte av löjtnant Thollander. År 1863 ägdes gården av en Anders Petersson. Den hade då en väderkvarn för två par stenar.